# 5079 Brubeck
5079 Brubeck (1975 DB) là một tiểu hành tinh vành đai chính.